# Берман, Евгений Густавович
Евгений (Эжен) Густавович Берман (фр. Eugène Berman; 4 ноября 1899, Санкт-Петербург — 22 декабря 1972, Рим) — французский и итальянский художник.

## Биография
Родился в Санкт-Петербурге, в семье доверенного Русского торгово-промышленного банка Густава (Гутмана) Лазаревича Бермана и Лидии Борисовны Манасевич, брат художника Леонида Бермана, сводный брат балетоведа и театрального критика Анатолия Шайкевича. Внук основателя первых еврейских училищ в Митаве и Санкт-Петербурге Лазаря Яковлевича Бермана, редактора и издателя еженедельника «Русский еврей»; племянник палестинофила, публициста Вульфа (Василия) Лазаревича Бермана и математика-педагога Савелия Оспиовича Войтинского.
После смерти отца в 1906 году воспитывался в семье отчима — петербургского банкира и коллекционера, присяжного поверенного Ефима Григорьевича Шайкевича. Учился в частных студиях Петербурга. С 1919 года жил в Париже, учился в академии Рансона, среди его учителей были участники творческой группы Наби.
Ранее творчество, в основном, это пейзажи, выполненные в позднесимволистском стиле. Эти работы выставлялись в парижских художественных салонах — Тюильри и Независимых. После поездки в Италию (1922), Евгений Берман увлекся искусством эпохи Возрождения и барокко.
В 1926 году, Евгений, вместе с братом, художником Леонидом Берманом выставляется в галерее Druet (Друэ) (1926), вместе с Павлом Челищевым и другими выпускниками академии Рансона.
На творчество художника оказал влияние Джорджо де Кирико. Выставка в Druet, по декларации участников, должна была открыть новое направление в живописи — неогуманизм. В 1927 году неогуманисты провели выставку в гал. Пьера Лоэба. Участник выставки современного французского искусства в Москве (1928).
Выставлялся в США, в частности в галерее J. Levy.
В 1939 году Е. Берман эмигрировал в США и занялся театром и книжной графикой. Декоратор театров балета. Принял гражданство США. В середине 50-х годов переехал в Италию и остался жить и работать в Риме.

## Семья
Двоюродные братья и сестра — экономист Владимир Войтинский, художница и искусствовед Надежда Войтинская, доктор технических наук, профессор Николай Войтинский, юрист и правовед Иосиф Войтинский, поэт Лазарь Берман.